# Arctonoinae
Los arctonoinos (Arctonoinae) son una de las subfamilias de anélidos poliquetos perteneciente a la familia Polynoidae.

## Géneros
- Adyte Saint-Joseph, 1899
- Arctonoe Chamberlin, 1920
- Asterophilia Hanley, 1989
- Australaugeneria Pettibone, 1969
- Bathynoe Ditlevsen, 1917
- Capitulatinoe Hanley & Burke, 1989
- Disconatis Hanley & Burke, 1988
- Gastrolepidia Schmarda, 1861
- Medioantenna Imajima, 1997
- Minusculisquama Pettibone, 1983
- Parabathynoe Pettibone, 1990
- Pottsiscalisetosus Pettibone, 1969
- Showascalisetosus Imajima, 1997
- Subadyte Pettibone, 1969